# Geoffrey Fletcher
Geoffrey Shawn Fletcher (New London, 4 ottobre 1970) è uno sceneggiatore e regista statunitense.
Professore aggiunto alla Columbia University e alla New York University Tisch School of the Arts, nel 2010 ha vinto l'Oscar per la migliore sceneggiatura non originale del film Precious, basato sul romanzo di Sapphire Push - La storia di Precious Jones. Egli è il primo afroamericano a vincere in questa categoria.

## Biografia
Nato nel Connecticut come uno dei tre gli Alphonse Fletcher Sr. e Bettye R. Fletcher. Ha frequentato le scuole pubbliche nel Connecticut prima di aver terminato i suoi studi secondari alla Choate Rosemary Hall. Fletcher si è laureato all'Harvard College, dove ha studiato Psicologia, ottenendo in seguito un master presso la Tisch School of the Arts della New York University. Durante gli anni degli studi ha scritto, diretto e montato il film studentesco Magic Markers, mostrato con successo ai vari festival, ottiene riconoscimenti da Directors Guild of America e Sundance Film Festival. Il film è stato inserito come parte della tesi di laurea alla New York University e del successivo master in cinematografia.
Ha studiato sotto Spike Lee e ha appreso il mestiere da Martin Scorsese, i suoi lavori vengono notati dai registi John Singleton e Lee Daniels. Proprio da Daniels viene chiamato nel 2006 per adattare per il grande schermo il romanzo di Sapphire Push - La storia di Precious Jones . Il film, intitolato Precious e prodotto esecutivamente da Oprah Winfrey e Tyler Perry, ottiene numerosi premi, come il Gran Premio della Giuria e Premio del Pubblico al Sundance Film Festival 2009. Tra gli altri per assegnati al suo adattamento spiccano un Independent Spirit Awards e un Satellite Awards, fino alla vittoria dell'Oscar nel marzo del 2010.
Fletcher è stato inserito dalla rivista Variety tra i 10 sceneggiatori da tenere d'occhio. Nel 2011 debutta alla regia con il film Violet & Daisy, interpretato da Saoirse Ronan e Alexis Bledel e presentato in anteprima al Toronto International Film Festival.

## Filmografia parziale

### Regista
- Violet & Daisy (2011)

### Sceneggiatore
- Precious, regia di Lee Daniels (2009)
- Violet & Daisy, regia di Geoffrey Fletcher (2011)
- La verità negata, regia di Edward Zwick (2018)

### Produttore
- Violet & Daisy, regia di Geoffrey Fletcher (2011)